# Traité de Grand-Bassam
Le traité de Grand-Bassam est un traité signé le 10 février 1842 entre le lieutenant de vaisseau Charles Marie Philippes de Kerhallet et Attékéblé, dit « Peter », un négociant africain qui se présente comme le souverain de Grand-Bassam qui établit un protectorat français sur la lagune de Grand-Bassam.

## Historique

### Le traité

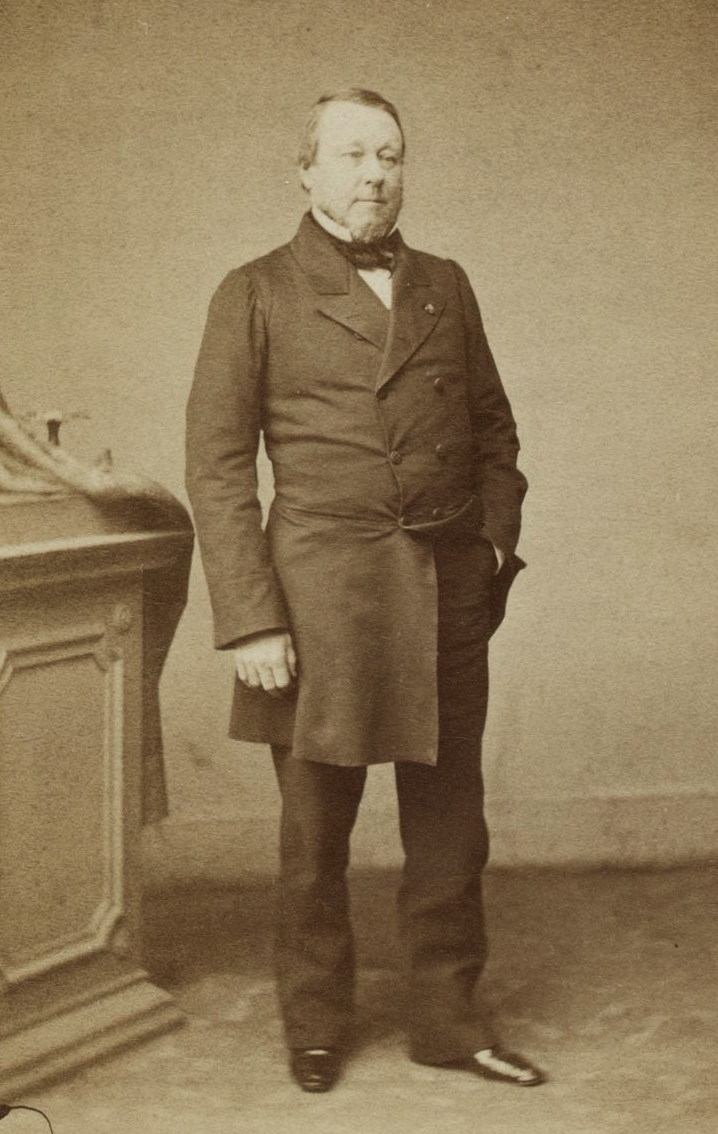
Charles-Philippe de Kerhallet, co-signataire du traité

Le 10 février 1842, sous le règne de Louis-Philippe 1er, le lieutenant de vaisseau Charles-Philippe de Kerhallet signe un traité avec Attékéblé, un négociant africain qse présentant comme le souverain de la région de Grand-Bassam, modeste village fondé par les Nzema au milieu du XVe siècle. Cette petite principauté du littoral africain englobe l’actuelle métropole de la Côte d’Ivoire, Abidjan.
Il s'agit d'un traité de protectorat du commerce et des personnes.
- Négociateurs pour l'Afrique : Peter, roi de Grand-Bassam ; les chefs Quachi et Wouacha.
- Négociateurs pour la France : Charles-Philippe de Kerhallet, lieutenant de vaisseau commandant la canonnière-brick L'Alouette ; Alphonse Fleuriot de Langle, lieutenant de vaisseau, commandant la canonnière-brick La Malouine, agissant au nom de Édouard Bouët, capitaine de corvette, commandant la station des côtes occidentales d'Afrique.

### Conséquences
Par ce traité, la France établit son protectorat sur la lagune de Grand-Bassam, et, en échange de la location d’un fort sur le site, la monarchie française s’engage à payer au souverain et à ses héritiers une coutume de 4000 francs par an jusqu’en 1915.